# Майкопский отдел
Майкопский отдел — административная единица в составе Кубанской области Российской империи и Кубано-Черноморской области РСФСР, существовавшая в 1869—1924 годах. Административный центр — город Майкоп.

## География
Отдел занимал южную часть Кубанской области, через Главный Кавказский хребет граничил с Черноморской губернией.

### Современное состояние
На территории бывшего Майкопского отдела Кубанской области сейчас располагается большая часть республики Адыгея, а также части Белореченского, Апшеронского и Мостовского районов Краснодарского края.

## История
- Образован в 1869 году как Майкопский уезд в составе Кубанской области.
- 27 января 1876 года часть территории уезда была выделена во вновь образованные Закубанский и Кавказский уезды.Майкопский уезд 1871-1888 гг.
- С 1888 года — Майкопский отдел.

Майкопский уезд 1871-1888 гг.

- После установления Советской власти на Кубани в марте 1920 года Майкопский отдел вошёл в состав вновь образованной Кубано-Черноморской области.
- 27 июля 1922 года за счёт части территории Майкопского и Краснодарского отделов, населённой адыгами, была образована Черкесская (Адыгейская) автономная область с центром в городе Краснодар.
- 2 июня 1924 года была ликвидирована Кубано-Черноморская область и все отделы входившие в неё. Большая часть территории Майкопского отдела вошла в состав Майкопского округа Юго-Восточной области.

## Административное устройство

Карта административного деления Майкопского отдела на 1917 год

В 1913 году в состав отдела входило 12 волостных правлений, 47 станиц и 18 аульных правлений: 
- Волостные правления:

| - Баранченковское — селение Баранченковское, - Белое — село Белое, - Елизаветпольское — Елизаветпольское, - Ивановское — селение Ивановское, - Леонтьевское — селение Леонтьевское, - Мостовое — селение Мостовое, | - Николаевское — селение Николаевское, - Сергиевское — слобода Сергиевская, - Темнолесское — селение Темнолесское, - Филипповское — селение Филипповское, - Хамышковское — селение Хамышки, - Черноречье — селение Черноречье. |

- Станицы:

| - Абадзехская, - Абхазская, - Андрюковская, - Апшеронская, - Баговская, - Баракаевская, - Бесленеевская, - Белореченская, - Бжедуховская, - Воздвиженская, - Гиагинская, - Губская, - Гурийская, - Дагестанская, - Даховская, - Дондуковская, | - Имеретинская, - Кабардинская, - Келермесская, - Костромская, - Кубанская, - Кужорская, - Курджипская, - Линейная, - Махошевская, - Некрасовская, - Нефтяная, - Нижегородская, - Ново-Лабинская, - Переправная, - Петропавловская, - Прусская, | - Псебайская, - Пшехская, - Самурская, - Севастопольская, - Тверская, - Темиргоевская, - Тенгинская, - Тульская, - Хадыженская, - Хамкетинская, - Ханская, - Царская, - Черниговская, - Ширванская, - Ярославская. |

- Аульные правления:

| - Адамийское — аул Адамий, - Бенокское — аул Бенокский, - Бжедуховское — аул Бжедуховский, - Блечепсинское — аул Блечепсинский, - Джеракаевское — аул Джеракаевский, - Егерухаевское — аул Егерухаевский, - Кошехабльское — аул Кошехабль, - Мамхеговское — аул Мамхеговский, - Натырбовское — аул Натырбовский, | - Пшизовское — аул Пшизовский, - Темиргоевское — аул Темиргоевский, - Ульское — аул Ульский, - Унароковское — аул Унароковский, - Хакуриновское — аул Хакуриновский, - Хатажукаевское — аул Хатажукаевский, - Хатукаевское — аул Хатукаевский, - Хачемзиевское — аул Хачемзиевский, - Ходзское — аул Ходзский. |

По состоянию на 26 января 1923 года в состав отдела входил город Майкоп и 18 волостей:
| 1. Абадзехская, 2. Апшеронская, 3. Белореченская, 4. Бжедуховская, 5. Великая, 6. Гиагинская, 7. Губская, 8. Гурийская, 9. Дагестанская, | 1. Дондуковская, 2. Майкопская, 3. Новосвободная, 4. Переправная, 5. Псебайская, 6. Пшехская, 7. Рязанская, 8. Хадыженская, 9. Ярославская. |

## Населённые пункты
Крупнейшие населённые пункты (население, конец XIX века):
- г. Майкоп (34 327[1])
- ст-ца Ярославская (8 063)
- ст-ца Белореченская (6 792)
- ст-ца Некрасовская (5 812)
- ст-ца Костромская (5 802)
- ст-ца Ханская (5 500)
- ст-ца Воздвиженская (5 154)
- ст-ца Переправная (4 532)
- ст-ца Кужорская (4 188)
- ст-ца Пшехская (3 319)
- ст-ца Новолабинская (3 280)

Селения отдела по спискам 1882 года 

## Население
Национальный состав отдела в 1897 году:
| Национальность     | Численность, чел. | Доля от всего населения, % |
| ------------------ | ----------------- | -------------------------- |
| русские            | 161 230           | 56,9                       |
| украинцы           | 88 588            | 31,3                       |
| адыгейцы и черкесы | 13 892            | 4,9                        |
| кабардинцы         | 5 851             | 2,1                        |
| белорусы           | 3 573             | 1,3                        |
| другие             | 9 983             | 3,5                        |
| Итого:             | 283 117           | 100,00                     |

Распределение населения по половому признаку:
- мужчины — 143 979 (50,9 %)
- женщины — 139 138 (49,1 %)